# Trennschalter

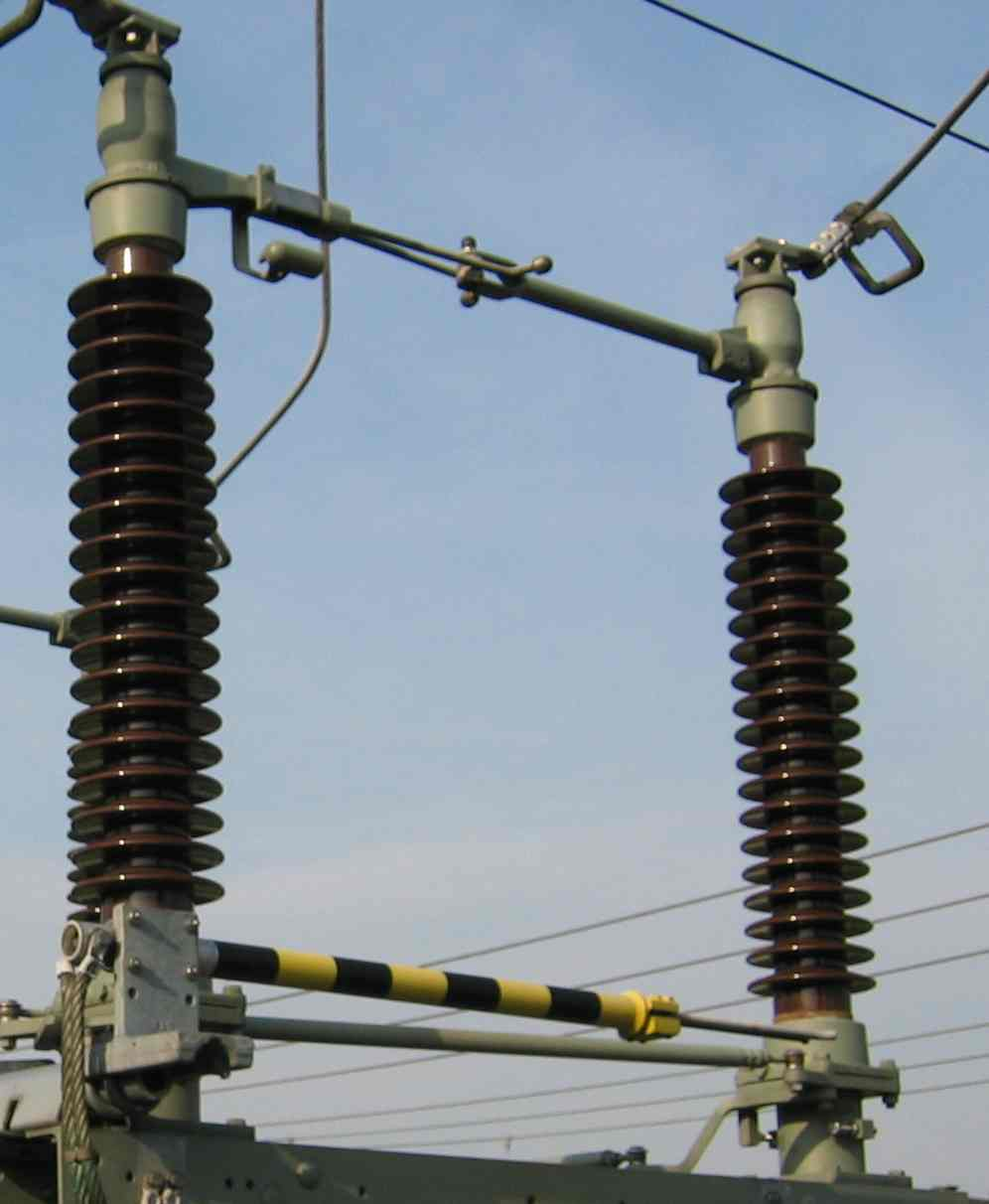
Trennschalter (Drehtrenner) in einer Freiluftschaltanlage für 110 kV

Ein Trennschalter, auch Trenner genannt, ist ein elektrischer Hochspannungsschalter ohne Anforderung an das Schaltvermögen, aber mit deutlich sichtbarer Schalterstellung. In der elektrischen Energietechnik wird begrifflich unterschieden zwischen
- dem Trennen, also dem Abtrennen von Teilen einer elektrischen Anlage, die in dem Moment (fast) keine Leistung beziehen, und
- dem Schalten, also dem Ein- und Ausschalten elektrischer Lasten.

Ein Trenner muss einen Schaltfehlerschutz haben, der ein irrtümliches Öffnen und Schließen unter hoher Belastung verhindert. Bei einem Trennvorgang unter Last würde ein Trenner nämlich aufgrund des dabei auftretenden Störlichtbogens zerstört werden.
Für die absichtliche Abschaltung der elektrischen Verbindung unter Last sind Leistungsschalter oder Lasttrennschalter mit ausreichender Kurzschlussleistung notwendig. Diese sind im Regelfall in Reihenschaltung mit dem Trenner in Schaltanlagen kombiniert.

## Anwendungsbereiche
Trennschalter werden angewendet,  um
1. eine sichtbare Trennstrecke zwischen spannungsführenden und freigeschalteten Anlagenteilen herzustellen
2. eine Sammelschiene von Anlagen- und Leitungsabgängen unterbrechungslos zu wechseln.

### Hoch- und Höchstspannung
Trennschalter für Hoch- und Höchstspannung finden sich in Freiluftschaltanlagen und werden in der Regel motorisch bedient. Es gibt sie in verschiedenen Ausführungen, etwa als Hebel-, Dreh-, Pantografen- oder Greifertrenner. Der Schliess- oder Öffnungsvorgang eines Trennschalters erfolgt bei geöffnetem Lastschalter, also ohne Betriebsstrom.
Der bei dem Trennerschalter bei Betätigung trotzdem auftretende vergleichsweise schwache Lichtbogen zwischen den Kontakten ist eine Folge der kapazitiven Blindströme des kurzen, unbelasteten Leitungsstückes. Dieser führt in offener Bauform in Freiluftschaltanlagen im Höchstspannungsbereich bei Betätigung zu lauten Störgeräuschen und hochfrequenten Störungen, deren Auswirkungen im Rahmen der elektromagnetischen Verträglichkeit kompensiert werden.
In gekapselten und gasisolierten Schaltanlagen sind Trennschalter mit anderen Elementen wie Sammelschienen, Leistungsschaltern und Messeinrichtungen in einem Schaltfeld zusammengefasst und von außen nicht mehr direkt als eigenständige Einheit wahrnehmbar.

### Mittelspannung
Im Mittelspannungsnetz sind Trennschalter auch auf Masten in Form des Masttrenners anzutreffen und werden häufig über ein mechanisches Gestänge vom Boden aus handbedient. Ein Vorhängeschloss schützt vor unbefugtem Gebrauch.
Eine spezielle Bauform von Trennschaltern in Mittelspannungsnetzen ist der Pausenschalter zur selektiven Abtrennung einzelner Segmente bei einer Störung. Im Bahnstromnetz werden solche Schalter Oberleitungsschalter genannt.

Bauformen
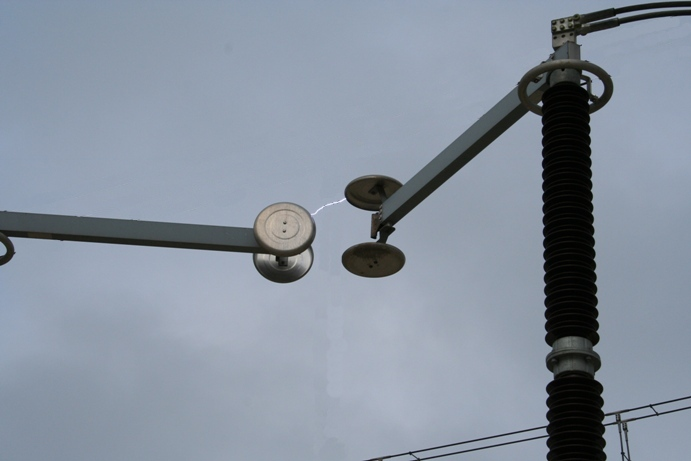
Drehtrenner für 400 kV bei einem Öffnungsvorgang
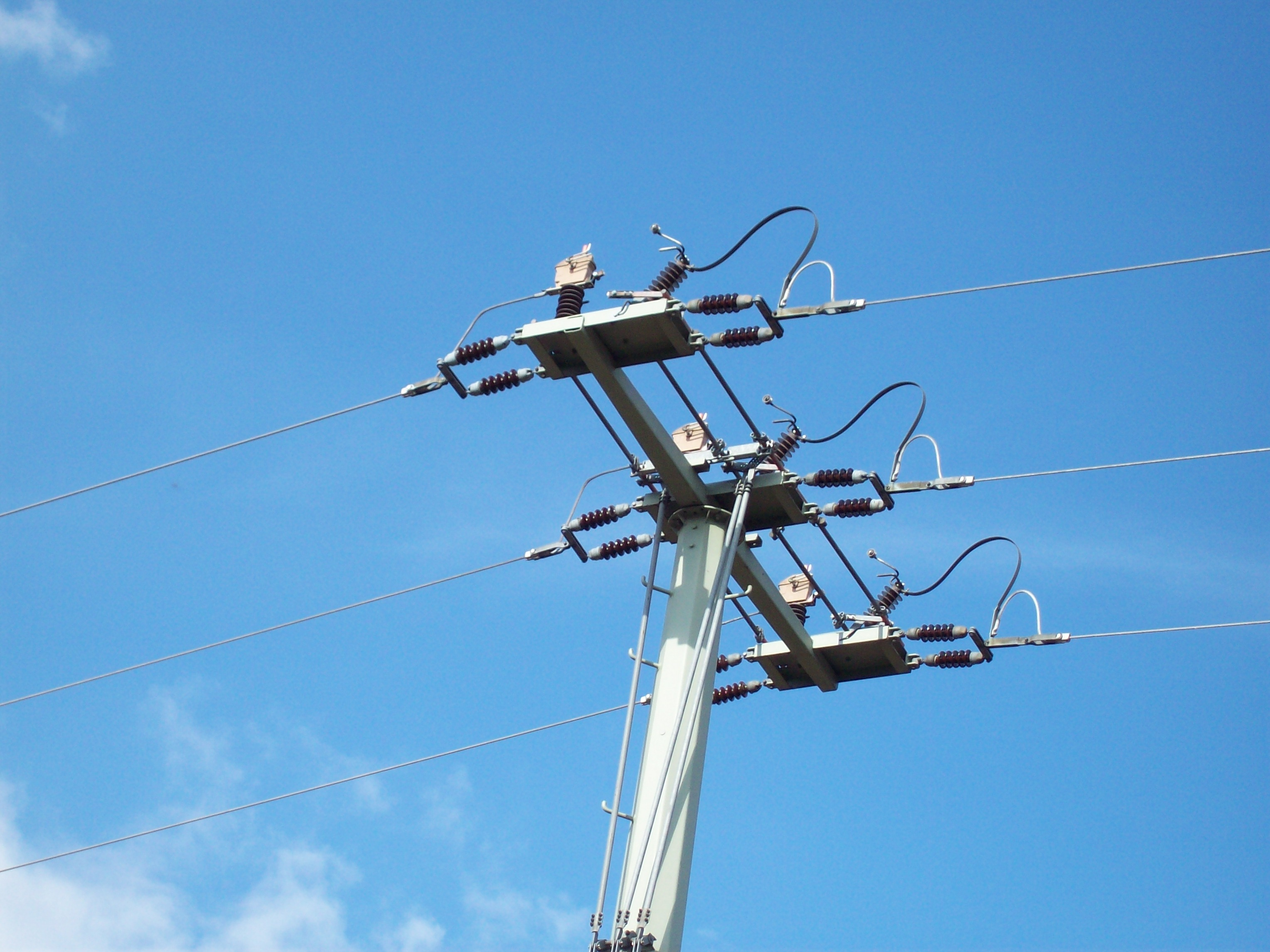
Geöffneter Masttrenner für 20 kV
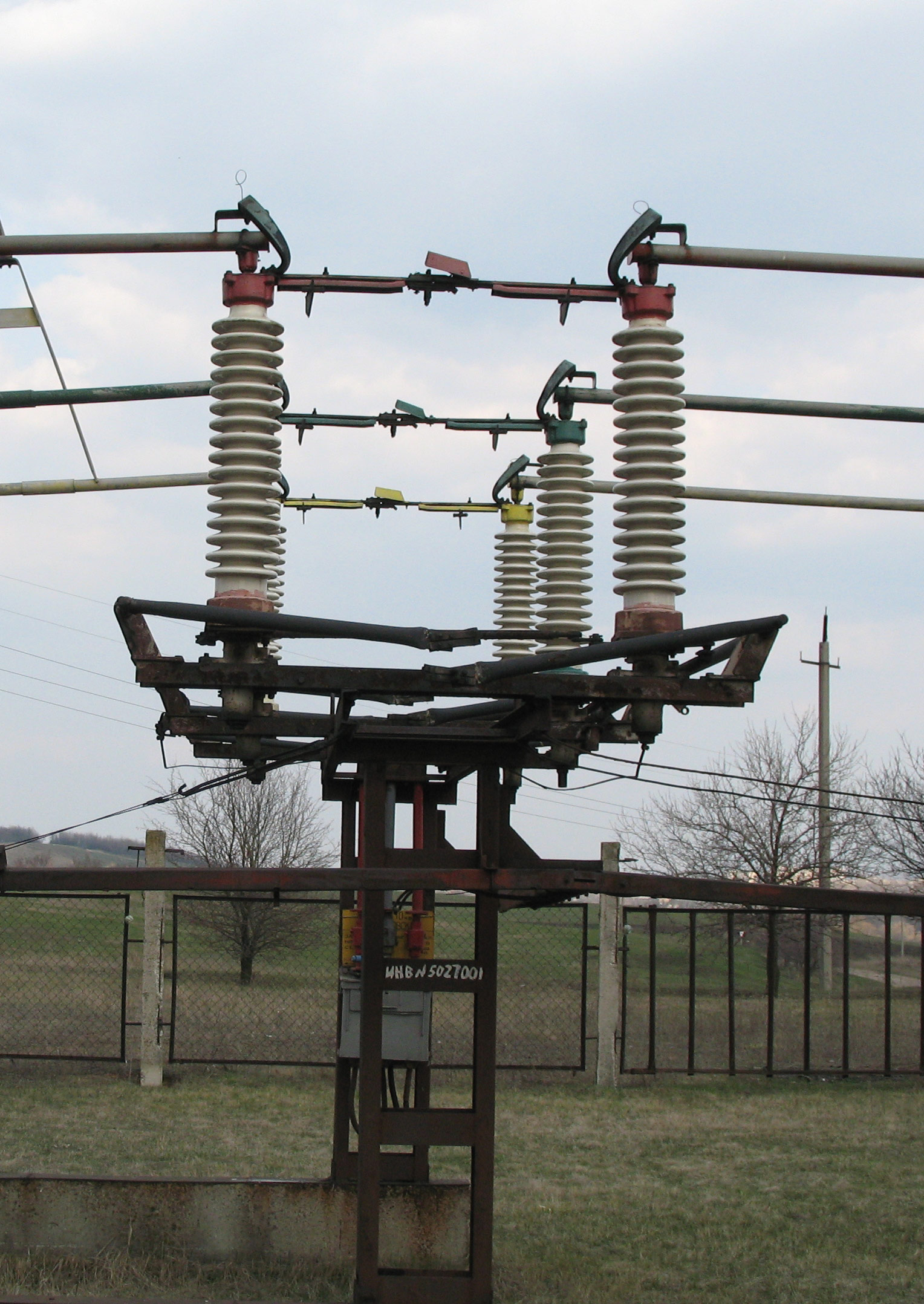
Geschlossener Drehtrenner russischer Bauart für 110 kV
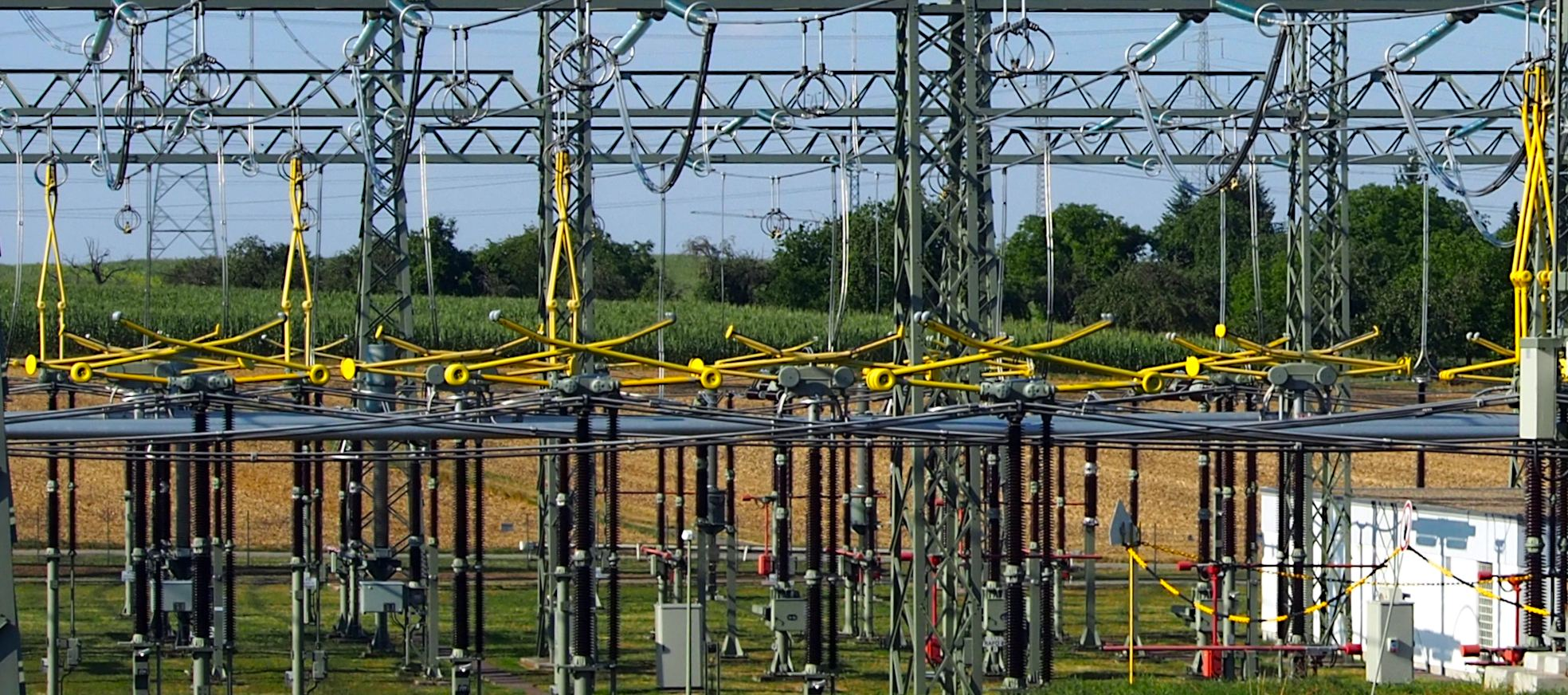
Greifertrenner (Pantografentrenner) für 220 kV

## Geschichte

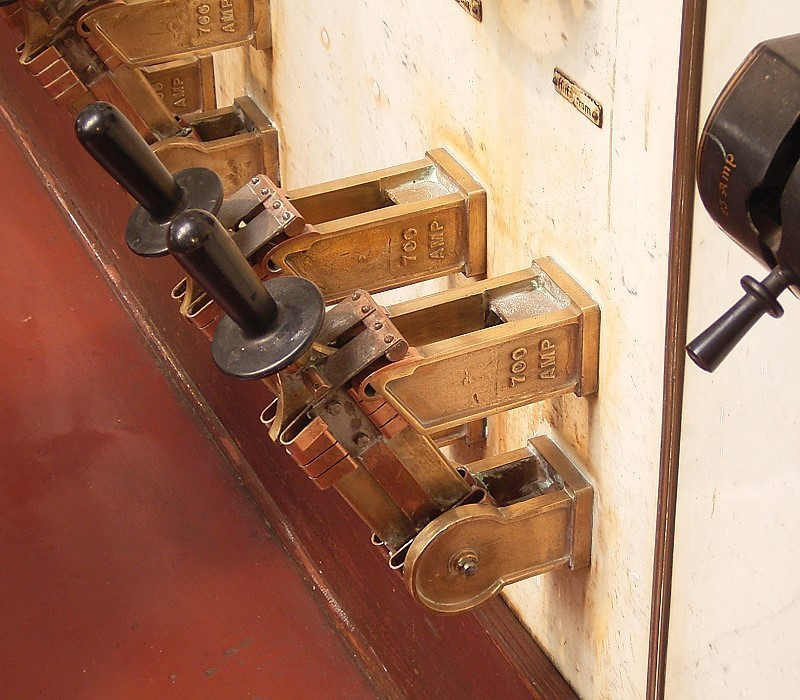
Historische Bauform eines Messerschalters

Vorläufer der Trennschalter sind die Messerschalter, die gegen Ende des 19. Jahrhunderts zu den ersten und vom Aufbau her einfachsten elektrischen Schaltern zählten. Sie wurden u. a. in Kraftwerkswarten auf Schalttafeln aus Porzellan montiert und sind durch eine offene Bauweise charakterisiert, in der die elektrischen Kontakte frei zugänglich sind.
Die Schaltkontakte werden bei Messerschaltern von Hand über einen isolierten Griff bedient. Da Messerschalter wie Trennschalter über keinerlei Einrichtungen zur Löschung des Lichtbogens verfügen, können sie nur zum Trennen vergleichsweise kleiner Ströme verwendet werden. Beim Trennvorgang sollen die Kontakte möglichst zügig von einer Position in die andere bewegt werden, um den Kontaktabbrand klein zu halten. Von der offenen Bauweise des Schalters und den offen liegenden Kontakten geht für das Bedienpersonal bei Unachtsamkeiten eine große Gefahr aus, weshalb Messerschalter bei höheren Betriebsspannungen nicht mehr verwendet werden.